# Ikoma Kitsuno
Ikoma Kitsuno (生駒吉乃) (1527 (ou 1537) - 1566) est une concubine du daimio, Oda Nobunaga à l'époque des Royaumes combattants (ou période Sengoku) de l'histoire du Japon. Elle naît à la troisième génération du prospère et influent clan Ikoma vers 1528 et son père est connu sous le nom « Iemune ».
Avant de devenir la concubine d'Oda Nobunaga, Kitsuno est d'abord mariée à un certain Yaheji Dota qui meurt lors de la bataille d'Akechi. Après la perte de son mari, Kitsuno retourne dans la maison de sa famille. C'est là qu'elle rencontre Oda Nobunaga.

## Concubine d'Oda Nobunaga
On pense qu'Oda Nobunaga est immédiatement charmé par la beauté de Kitsuno, et la prend aussitôt pour concubine. Nobunaga est officiellement marié à Nō-hime, fille de Saitō Dōsan, mais il semble que leur union n'est pas heureuse, en particulier parce que Nōhime ne peut concevoir. Les historiens pensent généralement que Kitsuno est la concubine préférée de Nobunaga et qu'elle a probablement une position plus élevée que Nōhime.
En 1557 Kitsuno donne naissance à Nobutada et plus tard à Nobukatsu et Tokuhime (dame Toku). En 1564, Kitsuno s’installe au château de Kori (aujourd'hui Kōnan dans la préfecture d'Aichi). Elle est affaiblie en raison de la difficulté de ses accouchements, et en 1566 meurt à l'âge de 39 ans, bien que de nombreuses sources populaires lui donnent 29 ans.
Même si Nobunaga est souvent considéré comme un personnage cynique et belliqueux, il est dit qu'il la pleure toute la nuit et la fait enterrer à la vue de son château.
Son corps est incinéré et inhumé dans le cimetière du temple Kyusho (le temple de la famille), dans la ville de Tashiro. Nobunaga donne à son fils Nobukatsu le domaine dans lequel se trouve le temple Kyusho afin de le protéger ainsi que la tombe de Kitsuno, par respect pour sa bien-aimée concubine.